# Весели-над-Лужници
Весели-над-Лужнице ( чеш. Veselí nad Lužnicí ; нем. Wesseli an der Lainsitz, Frohenbruck an der Lainsitz  ) — город в Чехии в районе Табор Южночешского края.
Расположен в историческом регионе Богемия примерно в 25 км к югу от административного центра г. Табора и в 29 км к северо-востоку от Ческе-Будеёвице у слияния рек Лужнице и Нежарка на высоте 407 м.
Площадь – 29,57 км². Административно разделён на 3 части: Хорусика, Весели-над-Лужнице I и Весели-над-Лужнице II.

## История
Впервые упоминается в 1259 году, как собственность феодала Вока I из Рожмберка. В 1261 году пожертвовал Весели,  основанному им Вышебродскому монастырю . В 1302 г. населённый пункт перешёл в собственностью чешского короля Вацлава II, в 1362 г. император Священной Римской империи Карл IV сделал его имперским городом.
Во время гуситского восстания город приобрёл большое значение, благодаря своему стратегически важному расположению недалеко от Австрии, что привело к возобновлению набегов и грабежей. После Белогорская битва|Белогорской битвы  и разгрома протестантов-чехов  город был помилован императором, разрешены рынки, город получил право варить пиво. Тем не менее, население покинуло разрушенный город. Тридцатилетняя война способствовала остальному: нищете и голоду.

## Население
На 1 января 2023 года население составляло 6488 человек.
| Год  | Численность | Численность |
| ---- | ----------- | ----------- |
| 1869 | 2776        | [ 6 ]       |
| 1880 | 2835        | [ 6 ]       |
| 1890 | 3088        | [ 6 ]       |
| 1900 | 3623        | [ 6 ]       |
| 1910 | 4108        | [ 6 ]       |
| 1921 | 4291        | [ 6 ]       |
| 1930 | 4588        | [ 6 ]       |
| 1950 | 4302        | [ 6 ]       |
| 1961 | 4985        | [ 6 ]       |
| 1970 | 4847        | [ 6 ]       |
| 1980 | 6237        | [ 6 ]       |
| 1991 | 6450        | [ 6 ]       |
| 2001 | 6641        | [ 6 ]       |
| 2014 | 6437        | [ 7 ]       |
| 2016 | 6464        | [ 8 ]       |
| 2017 | 6498        | [ 9 ]       |
| 2018 | 6397        | [ 10 ]      |
| 2019 | 6367        | [ 11 ]      |
| 2020 | 6361        | [ 12 ]      |
| 2021 | 6334        | [ 13 ]      |
| 2022 | 6317        | [ 14 ]      |
| 2023 | 6488        | [ 15 ]      |
| 2024 | 6580        | [ 4 ]       |

## Достопримечательности
- Церковь Воздвижения Креста Господня
- Скульптура Т. Г. Масарика
- Статуя св. Вацлава
- барочная статуя св. Иоанна Непомуцкого
- ратуша эпохи Возрождения на площади Масарика
- музей

## Известные уроженцы
- Штроугал, Любомир (1924—2023) — премьер-министр ЧССР в 1970—1988.
- Младек, Ян (род. в 1960) — чешский политик, депутат и министр.

## Галерея

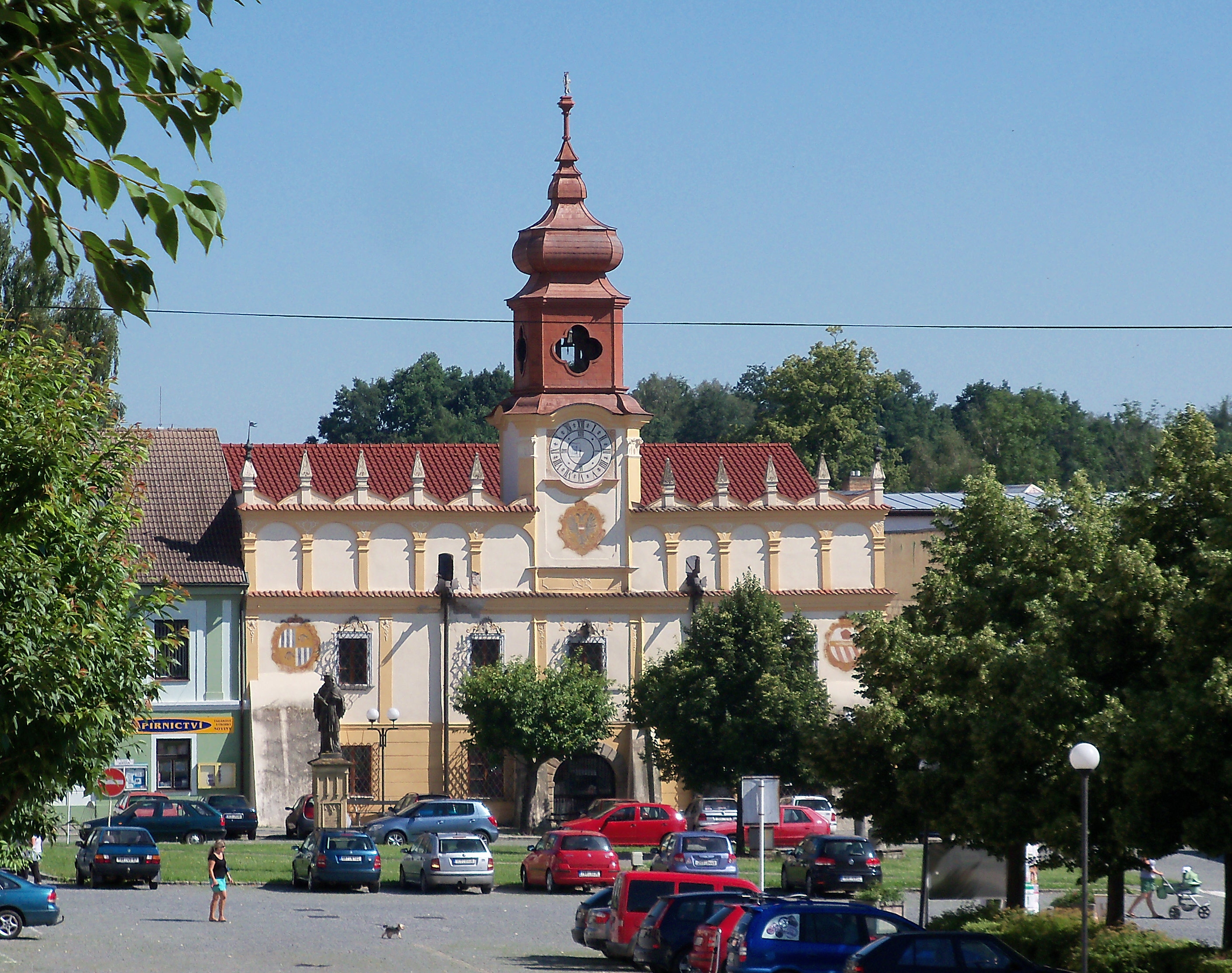
Ратуша
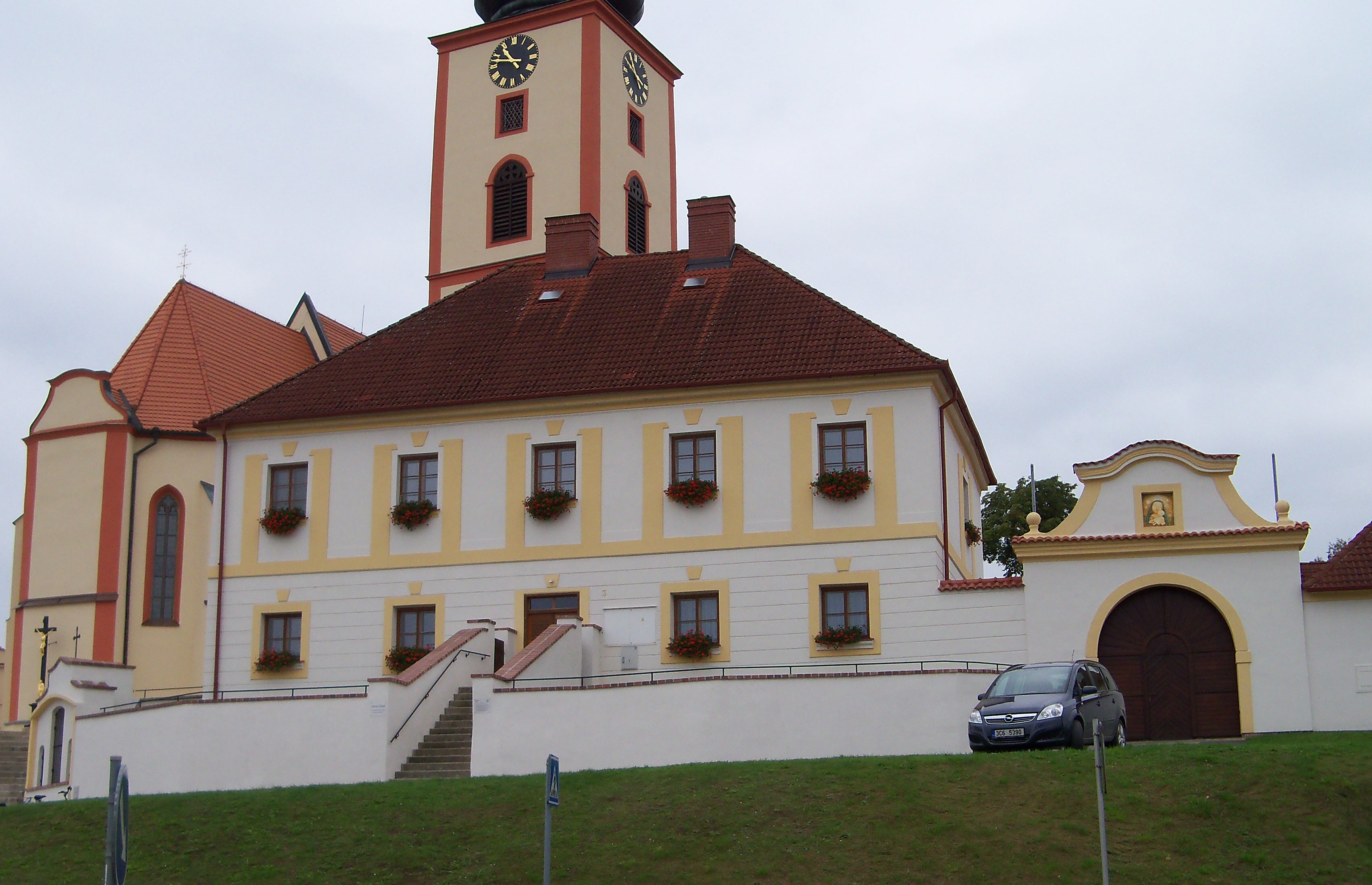
Дом священника
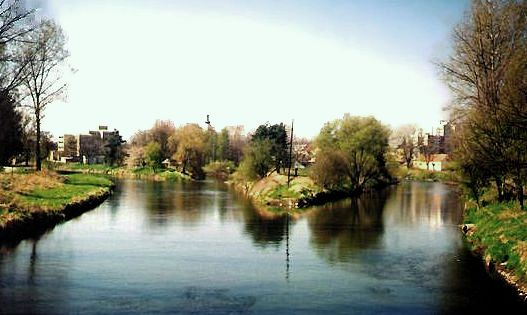
Место слияния рек
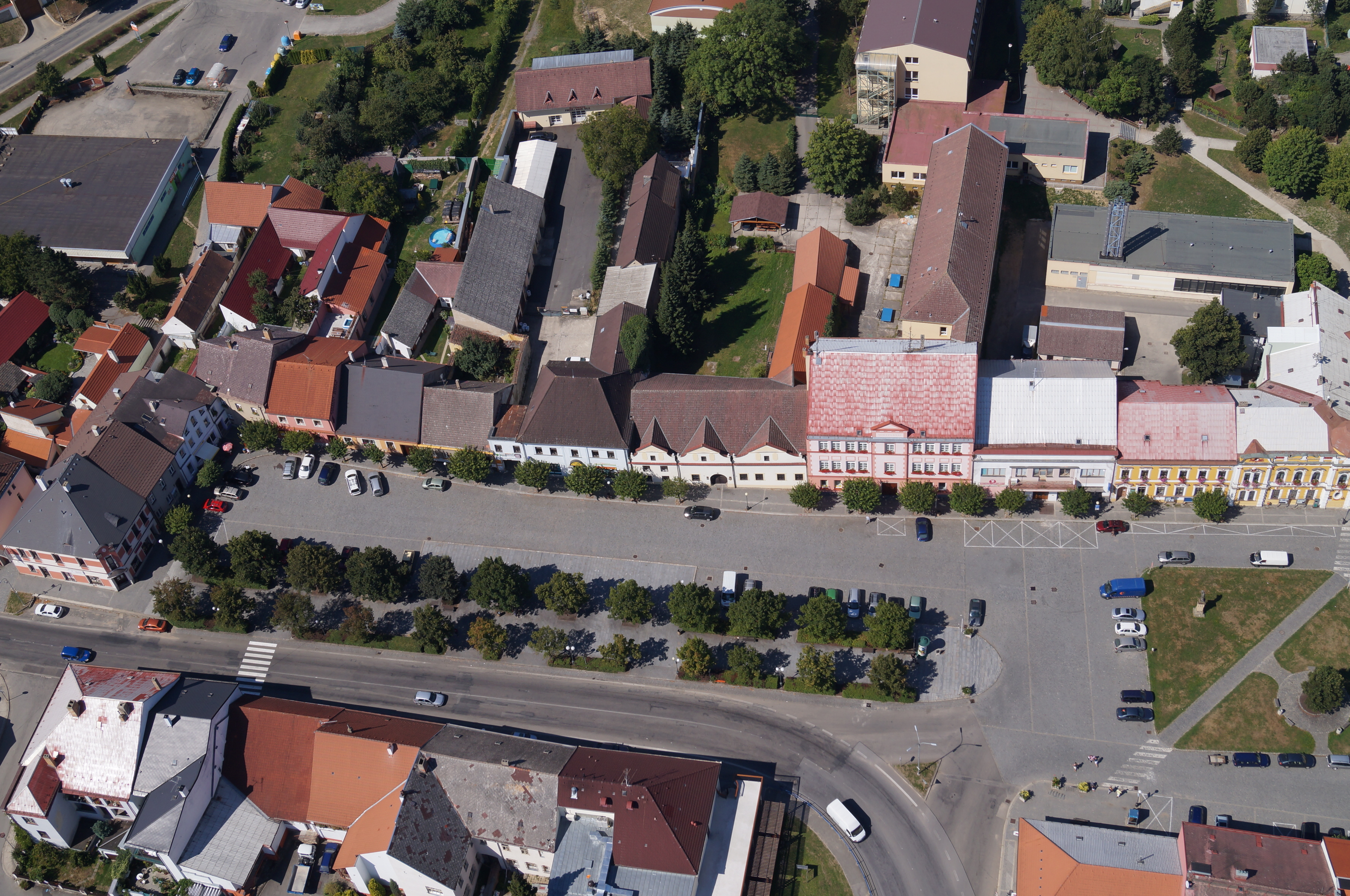
Центр города
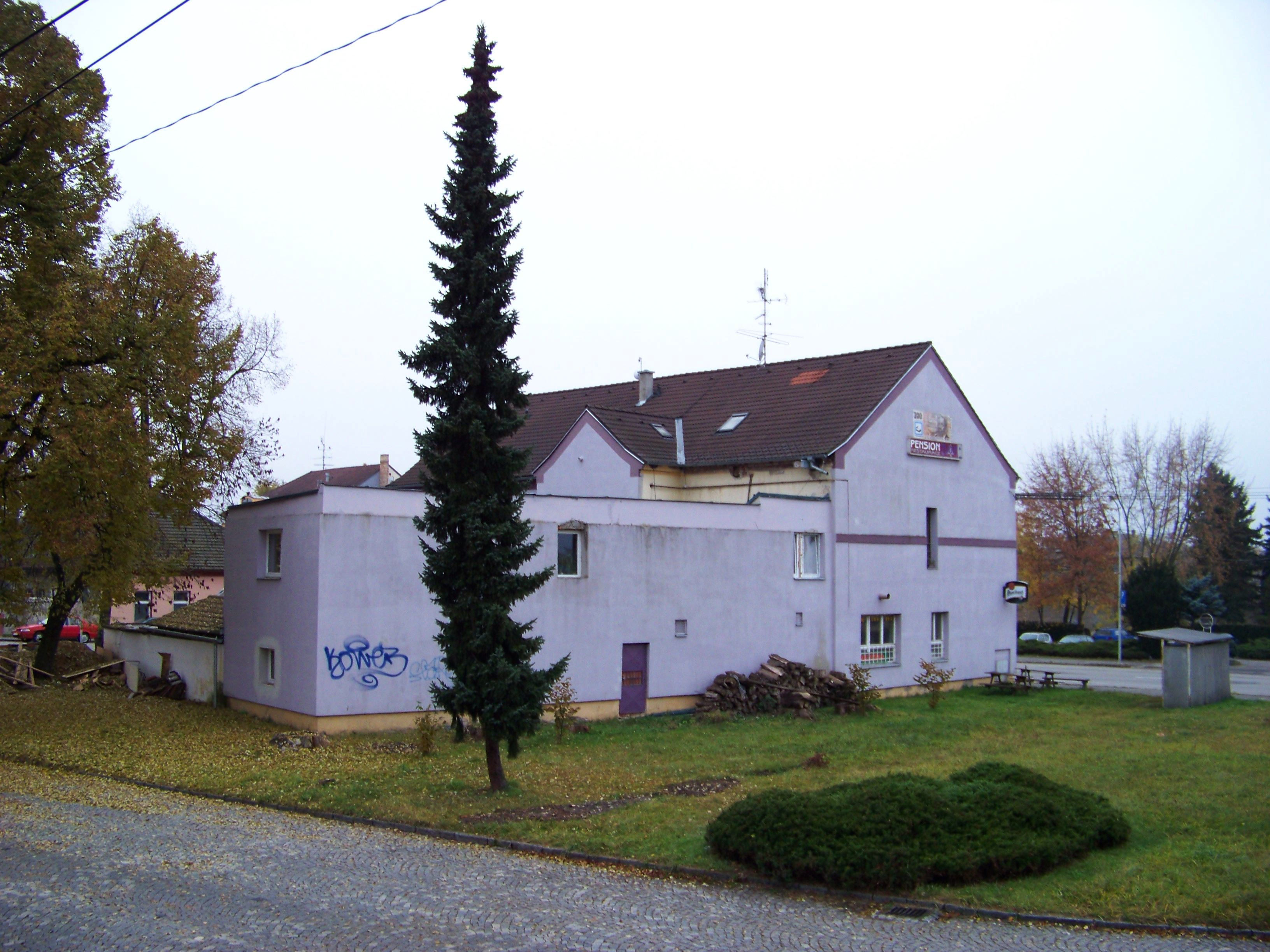
Хостел у вокзала
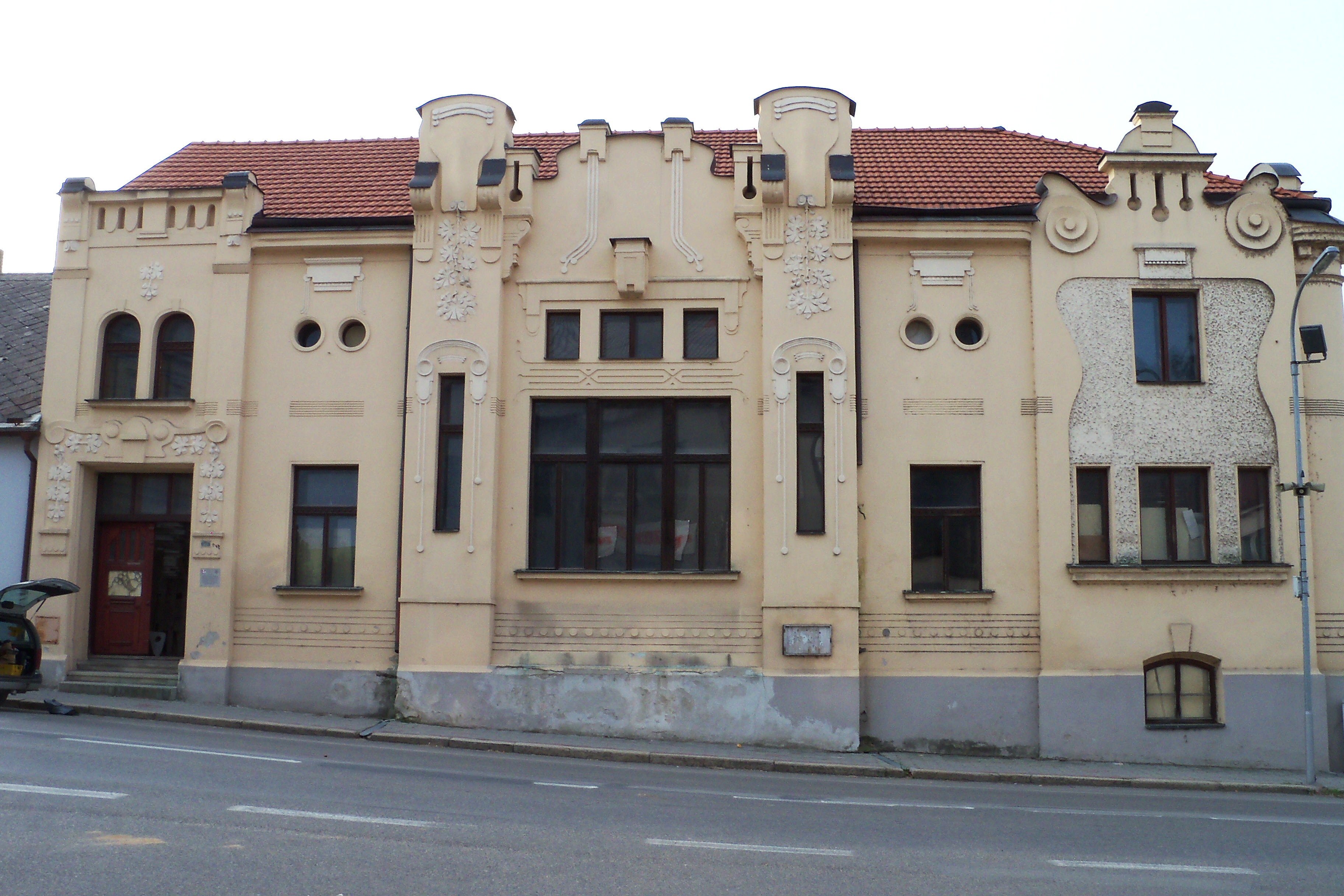
Здание общества "Сокол"
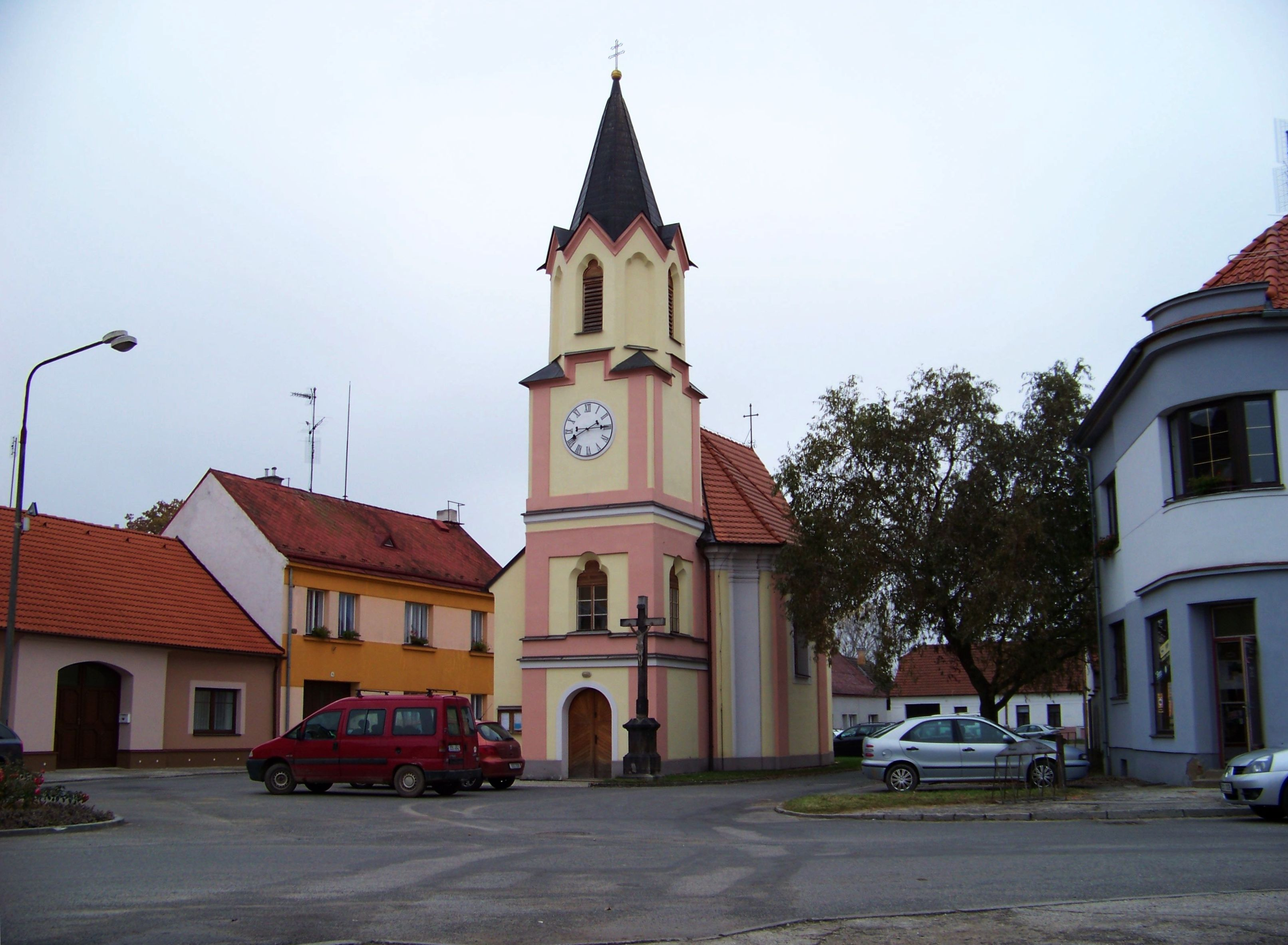
Малая площадь
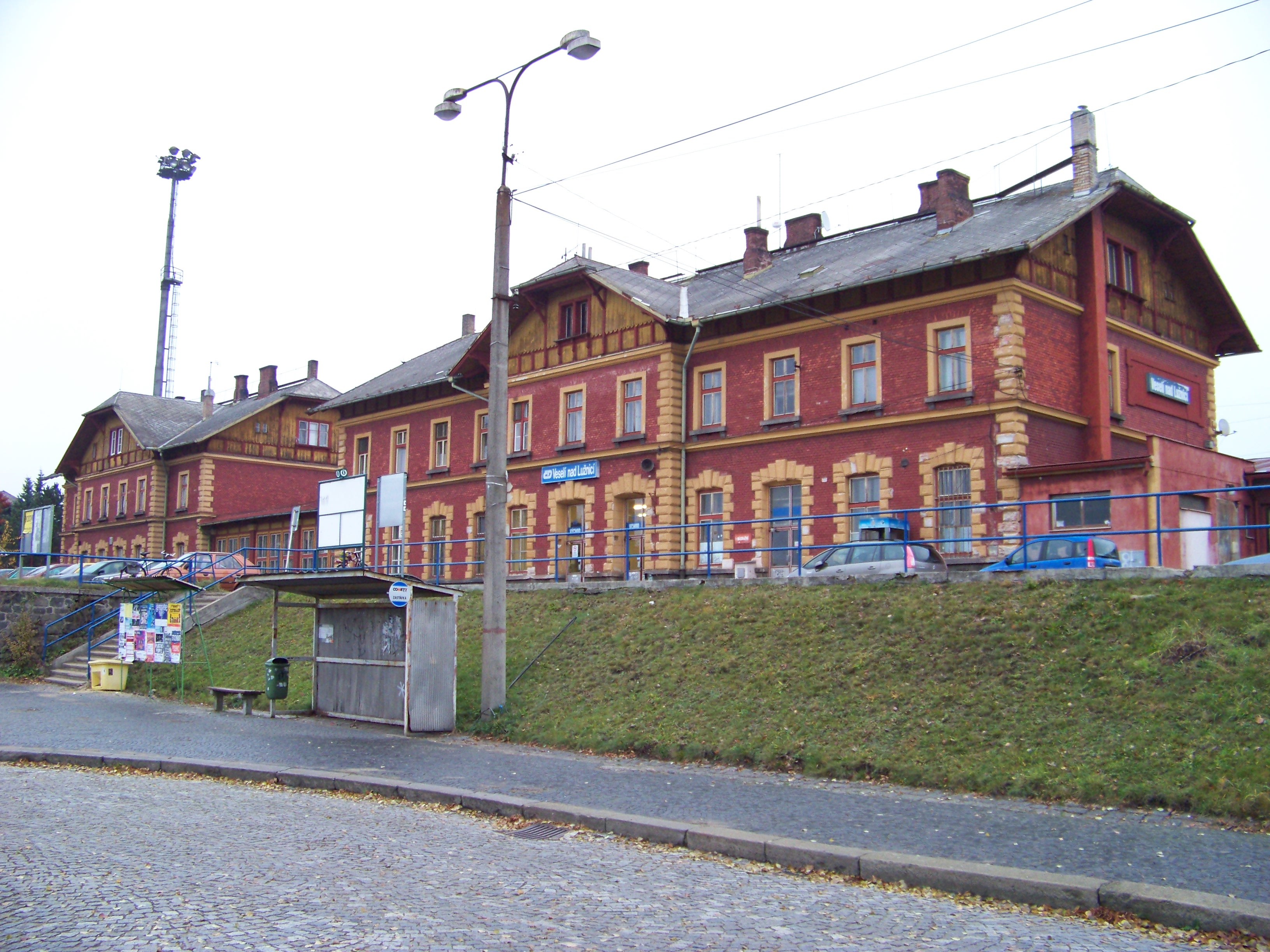
Автостанция